# God Gave Rock ’N’ Roll to You II
«God Gave Rock 'N' Roll to You II» — песня американской хард-рок-группы Kiss, выпущенная в качестве сингла в 1991 году и саундтрека к фильму «Новые приключения Билла и Теда», а позже была включена в альбом Revenge в 1992 году. Является перепевкой песни 1973 года группы Argent «God Gave Rock 'n' Roll to You» (автор Расс Баллард).
Видео, снятое к песне в Лос-Анджелесе, режиссёром которого был Марк Резыка, представляло собой концертное выступление группы со студийным звуком. В видео присутствовали отрывки с предыдущих концертов группы. На видео в качестве барабанщика присутствует Эрик Карр. Во время записи Эрик не мог играть на ударных, так как был смертельно болен раком. На съёмках клипа к песне сыграл партию Сингера, собрав все силы в кулак. Это последняя аудиозапись с участием в ней Эрика Карра.

## В записи участвовали
- Пол Стэнли — ритм-гитара, вокал
- Джин Симмонс — бас-гитара, вокал
- Брюс Кулик — соло-гитара, бэк-вокал
- Эрик Сингер — ударные, бэк-вокал
- Эрик Карр — бэк-вокал

## Чарты
| Год  | Чарт      | Позиция |
| ---- | --------- | ------- |
| 1992 | UK Top 40 | 6       |